# Ved Buens Ende
Ved Buens Ende – norweski zespół reprezentujący awangardowy black metal. Powstał w 1994 r. w Oslo. W swojej karierze wydali jeden pełny album w wytwórni Misanthropy Records. Ved Buens Ende znaczy na końcu tęczy, co ma związek z Bifröst, tęczą z nordyckiej mitologii, która łączy świat ludzi, Midgard, ze światem bogów - Asgardem. 
Zespół wystąpił tylko dwa razy: w Brohm w 1994 i w Londynie w 1995. Rozwiązany w 1997, został reaktywowany w 2006. Grupa planowała wydać płytę w 2007, łączącą dokonania Ved Buens Ende z muzyką następcy, psychodeliczno-rockowego awangardowego zespołu Virus. Ostatecznie nie wydano płyty, a zespół rozpadł się ponownie w 2007, głównie z powodu wypadku Carla-Michaela.

## Muzycy
Obecny skład zespołu
- Carl-Michael "Aggressor" Eide - śpiew, perkusja, gitara elektryczna
- Yusuf "Vicotnik" Parvaz - gitara elektryczna, śpiew
- Petter "Plenum" Berntsen - gitara basowa
- Einar "Esso" Sjursø - perkusja

Byli członkowie zespołu
- Hugh "Skoll" Mingay - gitara basowa

Muzycy sesyjni
- Lill Katherine Stensrud - śpiew na Written in Waters
- Simen "Ilder" Hestnæs - występy koncertowe na ...Coiled in Obscurity
- Steinar Sverd Johnsen - występy koncertowe

## Dyskografia
- Those Who Caress the Pale (1994, demo)
- Written in Waters (1995, demo)
- Written in Waters - 1995
- Those Who Caress the Pale (1997, EP)
- ...Coiled in Obscurity (2002, bootleg)